# Acrulia inflata
Acrulia inflata är en skalbaggsart som först beskrevs av Leonard Gyllenhaal 1813.  Acrulia inflata ingår i släktet Acrulia, och familjen kortvingar. Arten är reproducerande i Sverige.